# جنگ‌های پنهان اسرائیل
جنگ‌های مخفی اسرائیل: تاریخچه سرویس‌های اطلاعاتی اسرائیل (به انگلیسی: Israel's Secret Wars: A History of Israel's Intelligence Services)(همچنین به عنوان جنگ‌های مخفی اسرائیل: تاریخ ناگفته اطلاعات اسرائیل شناخته می‌شود) کتابی است که توسط ایان بلک و بنی موریس در سال ۱۹۹۱ در مورد تاریخ سرویس‌های اطلاعاتی اسرائیل از دوره یه‌شو تا پایان دهه ۱۹۸۰ نوشته شده‌است. این اثر در سال ۱۹۹۴، به روز شد تا شامل دوره جنگ خلیج فارس نیز بشود.
این کتاب نقش اطلاعات مخفی و فعالیت‌های مخفی در جنبش صهیونیستی قبل از استقلال را بررسی می‌کند و تاریخ عملیاتی و سیاسی هر سه سازمان اطلاعاتی اصلی اسرائیل، آمان (اطلاعات نظامی)، موساد (اطلاعات خارجی و عملیات مخفی) و شاباک (امنیت داخلی) را مورد بررسی قرار می‌دهد.
جان سی کمپبل، که در مجله فارن افرز، نشریهٔ شورای روابط خارجی می‌نویسد، می‌گوید که این کتاب «نمی‌تواند تاریخ قطعی باشد، اما به همان اندازه که احتمال می‌دهیم به آن نزدیک می‌شود، و به ویژه در نشان دادن میزان انتقادی بودن، خوب است و با سرنوشت افرادی که در این آژانس‌ها بوده‌اند در هم تنیدگی دارد».